# Stanisław Dziwisz

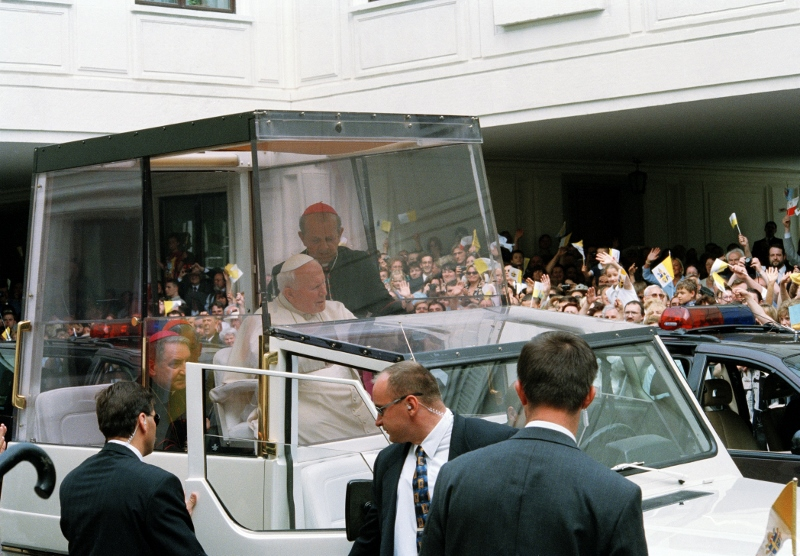
Biskup Stanisław Dziwisz wraz z Janem Pawłem II podczas jego wizyty w Sejmie (1999)

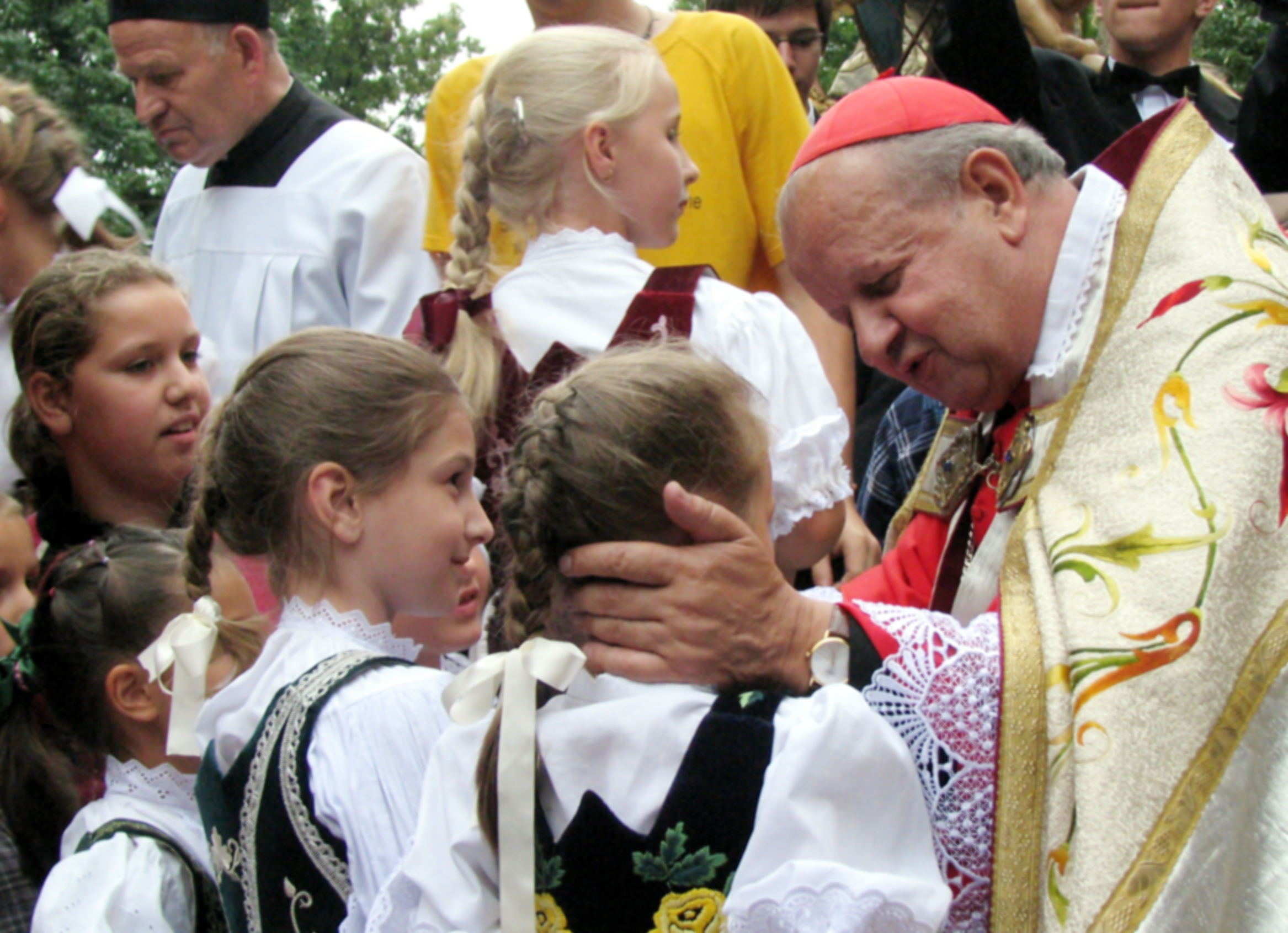
Stanisław Dziwisz podczas procesji zaśnięcia Najświętszej Maryi Panny w Kalwarii Zebrzydowskiej (2007)

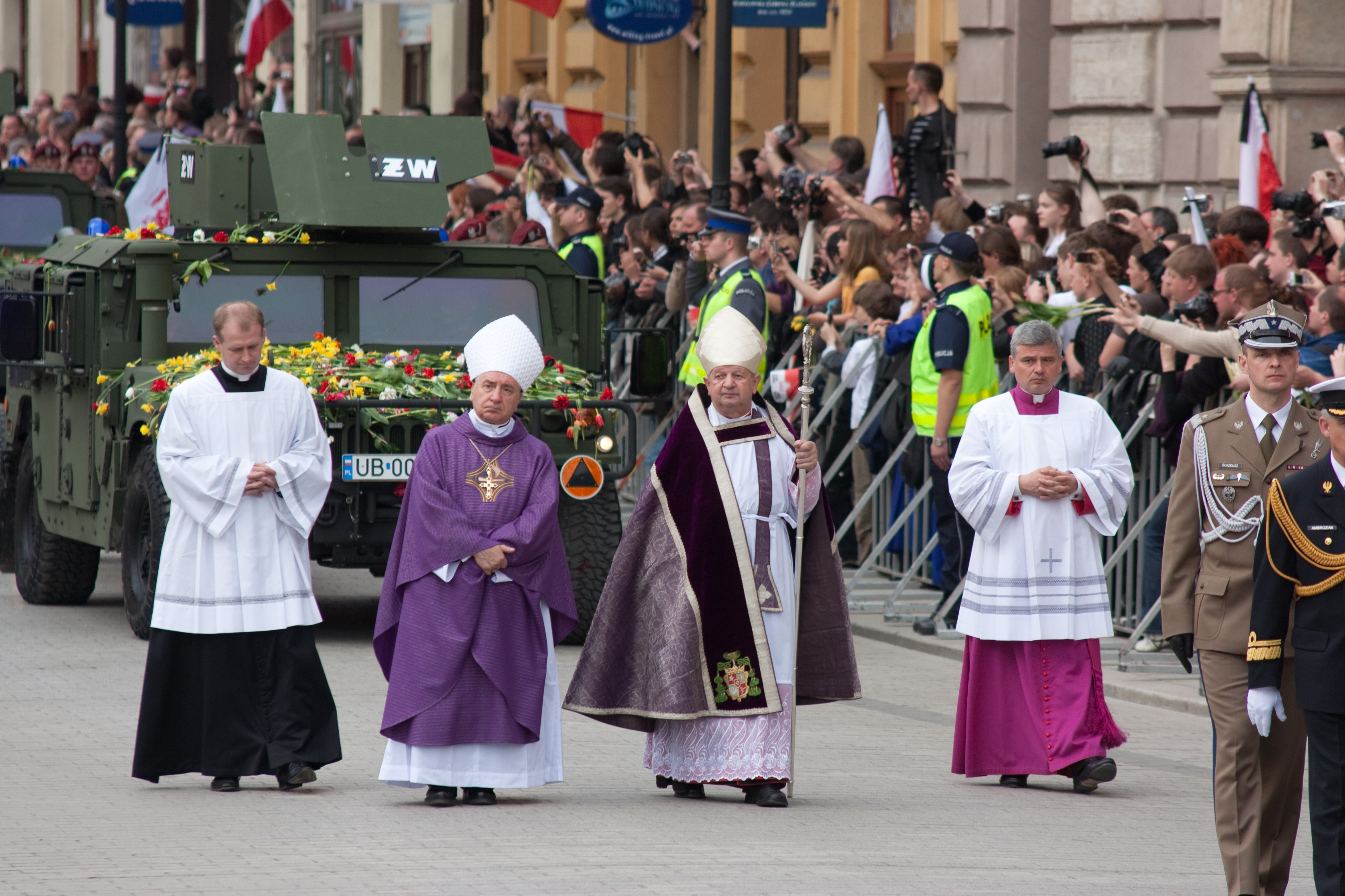
Kardynał Stanisław Dziwisz, arcybiskup Józef Kowalczyk oraz ksiądz prałat Konrad Krajewski podczas uroczystości pogrzebowych pary prezydenckiej Lecha i Marii Kaczyńskich (2010)

Stanisław Jan Dziwisz (ur. 27 kwietnia 1939 w Rabie Wyżnej) – polski duchowny rzymskokatolicki, doktor teologii, sekretarz i kapelan arcybiskupa metropolity krakowskiego Karola Wojtyły w latach 1966–1978, osobisty sekretarz papieża Jana Pawła II w latach 1978–2005, arcybiskup metropolita krakowski w latach 2005–2016, kardynał prezbiter od 2006, od 2016 arcybiskup senior archidiecezji krakowskiej. Kawaler Orderu Orła Białego.

## Życiorys

### Młodość i wykształcenie
Urodził się 27 kwietnia 1939 w Rabie Wyżnej jako piąte z siedmiorga dzieci Stanisława i Zofii z domu Bielarczyk. W 1957 ukończył I Liceum Ogólnokształcące im. Seweryna Goszczyńskiego w Nowym Targu.
W latach 1957–1963 studiował w Wyższym Seminarium Duchownym Archidiecezji Krakowskiej. Na diakona został wyświęcony 25 marca 1963 przez Karola Wojtyłę, biskupa pomocniczego krakowskiego, który również 23 czerwca 1963 udzielił mu w katedrze na Wawelu święceń prezbiteratu. Inkardynowany został do archidiecezji krakowskiej.
W latach 1965–1967 odbył studia specjalistyczne w zakresie liturgiki na Wydziale Teologicznym w Krakowie, uwieńczone uzyskaniem licencjatu. Następnie rozpoczął studia doktoranckie na Katolickim Uniwersytecie Lubelskim. Doktorat z teologii uzyskał w 1981 na Papieskim Wydziale Teologicznym w Krakowie na podstawie dysertacji Kult św. Stanisława Biskupa w Krakowie do Soboru Trydenckiego, napisanej pod kierunkiem ks. prof. Wacława Schenka.

### Prezbiter
W latach 1963–1965 pracował jako wikariusz w parafii Przemienienia Pańskiego w Makowie Podhalańskim u boku proboszcza Franciszka Dźwigońskiego. W latach 70. był krótko proboszczem parafii św. Marcina w Krempachach.
W 1966 został kapelanem i sekretarzem arcybiskupa metropolity krakowskiego Karola Wojtyły. Jednocześnie był wykładowcą liturgiki w Wyższym Instytucie Katechetycznym w Krakowie oraz redaktorem „Notificationes a Curia Metropolitana Cracoviensi”, urzędowego pisma kurii krakowskiej. W strukturach archidiecezjalnych pełnił funkcje członka: Komisji Liturgicznej (której był sekretarzem), Komitetu Roku Świętego 1974–1975 oraz rady kapłańskiej. Uczestniczył w odbywającym się w latach 1972–1979 Duszpasterskim Synodzie Archidiecezji Krakowskiej, pracując w Komisji Głównej, Komisji ds. Kultu Bożego i Komisji Uświęcania Czasu, a także zespole redakcyjnym Ceremoniału diecezjalnego i Podręcznika parafialnego.
Pozostał sekretarzem Karola Wojtyły, gdy ten 16 października 1978 został wybrany na papieża i przyjął imiona Jan Paweł II. Był przy Janie Pawle II 13 maja 1981 w czasie zamachu na placu św. Piotra dokonanego przez Mehmeta Alego Ağcę, a podejmowane przez niego szybkie decyzje przyczyniły się do uratowania życia papieża. W 1987 został wiceprzewodniczącym Rady Administracyjnej Fundacji Jana Pawła II.
W 1985 został mianowany przez papieża Jana Pawła II prałatem Jego Świątobliwości, a w 1996 protonotariuszem apostolskim numerowanym, co uprawniało go do stwierdzania autentyczności papieskiego podpisu. W 1995 otrzymał godność kanonika lwowskiej kapituły katedralnej, a w 1997 krakowskiej kapituły metropolitalnej.

### Biskup
7 lutego 1998 Jan Paweł II prekonizował go biskupem tytularnym San Leone i mianował prefektem pomocniczym Domu Papieskiego. Święcenia biskupie otrzymał 19 marca 1998 w bazylice św. Piotra w Rzymie. Udzielił mu ich osobiście Jan Paweł II z towarzyszeniem kardynała Angela Sodano, sekretarza stanu Stolicy Apostolskiej, i kardynała Franciszka Macharskiego, arcybiskupa metropolity krakowskiego. Jako zawołanie biskupie przyjął słowa „Sursum corda” (W górę serca). 29 września 2003 został wyniesiony do godności arcybiskupa. Po śmierci papieża Jana Pawła II decyzją jego następcy Benedykta XVI pozostał na urzędzie prefekta pomocniczego Domu Papieskiego.
3 czerwca 2005 Benedykt XVI prekonizował go arcybiskupem metropolitą krakowskim. Paliusz metropolitalny otrzymał 29 czerwca 2005 w bazylice św. Piotra w Rzymie. Natomiast 27 sierpnia 2005 odbył ingres do katedry na Wawelu i kanonicznie objął swój urząd. Jako arcybiskup metropolita krakowski objął urząd wielkiego kanclerza Papieskiej Akademii Teologicznej w Krakowie. Przyczynił się do podniesienia uczelni do godności Uniwersytetu Papieskiego Jana Pawła II w Krakowie. Był inicjatorem budowy Centrum Jana Pawła II „Nie lękajcie się”, a także zorganizowania w Krakowie 31. Światowych Dni Młodzieży. Gościł w Krakowie dwóch papieży: Benedykta XVI i Franciszka. W kwietniu 2010 udzielił zgody na pochowanie na Wawelu zmarłej w katastrofie smoleńskiej pary prezydenckiej Lecha i Marii Kaczyńskich, co spotkało się z krytyką i protestami, jak i kontrprotestami zwolenników pochówku pary prezydenckiej na Wawelu. Następnie przewodniczył uroczystościom pogrzebowym pary prezydenckiej w Krakowie. W kwietniu 2014 w związku z ukończeniem 75 lat zgodnie z przepisami prawa kanonicznego oddał się do dyspozycji papieża, jednakże Franciszek zlecił mu dalsze sprawowanie urzędu arcybiskupa krakowskiego. Rezygnacja została przyjęta 8 grudnia 2016, jednocześnie do 28 stycznia 2017, kiedy to jego następca, dotychczasowy arcybiskup metropolita łódzki Marek Jędraszewski kanonicznie objął urząd, pełnił zleconą mu przez papieża funkcję administratora apostolskiego archidiecezji.
22 lutego 2006 Benedykt XVI wyniósł go do godności kardynalskiej. Kreowany kardynałem prezbiterem został na konsystorzu 24 marca 2006. Ingres kardynalski do katedry na Wawelu odbył 1 kwietnia 2006, natomiast 24 października 2006 objął swój kościół tytularny w Rzymie – bazylikę Najświętszej Maryi Panny Wszystkich Ludzi. Decyzjami papieża Benedykta XVI został członkiem czterech dykasterii Kurii Rzymskiej: 6 maja 2006 Kongregacji Wychowania Katolickiego oraz Papieskiej Rady ds. Środków Społecznego Przekazu, 24 kwietnia 2008 Papieskiej Rady ds. Świeckich, a 5 stycznia 2011 Papieskiej Rady ds. Duszpasterstwa Służby Zdrowia. W 2013 wziął udział w konklawe, na którym papieżem został wybrany Franciszek. 27 kwietnia 2019 w związku z ukończeniem 80 lat utracił prawo udziału w konklawe.
W ramach Konferencji Episkopatu Polski 14 marca 2007 został wybrany na członka Rady Stałej. W związku z zatwierdzeniem przez Stolicę Apostolską nowego statutu KEP 7 września 2009 został członkiem Rady Stałej z urzędu jako kardynał sprawujący jednocześnie urząd biskupa diecezjalnego. Objął również funkcję przewodniczącego Komisji Duchowieństwa i Zespołu ds. Wizyty Ojca Świętego w Polsce w 2016 roku. Dokonał konsekracji biskupów pomocniczych krakowskich: Grzegorza Rysia (2011) i Damiana Muskusa (2011) oraz biskupów bielsko-żywieckich: diecezjalnego – Romana Pindla (2014) i pomocniczego – Piotra Gregera (2011). Ponadto był współkonsekratorem podczas święceń dwunastu biskupów.
W 2009 wszedł w skład Społecznego Komitetu Odnowy Zabytków Krakowa.
Jan Paweł II uczynił go wykonawcą swojego testamentu. Pomimo zobowiązania w tym dokumencie nie zniszczył osobistych notatek papieża, zaś niektóre z nich udostępnił do publikacji w książce Jestem bardzo w rękach Bożych z 2014, co wzbudziło kontrowersje. Uzasadniając swoje działanie, oświadczył, że Jan Paweł II pozwolił mu samodzielnie zadecydować w sprawie osobistych zapisków. Te z nich, które należało zniszczyć, zostały zniszczone, zaś opublikowano te notatki, które pozwalają zrozumieć duchowość papieża. Autor książki Świadectwo (2007), opisującej wspomnienia dotyczące życia i pracy Jana Pawła II, na podstawie której w 2008 został wyprodukowany film pod tym samym tytułem.
W 2007 w artykułach „Głosu Wielkopolskiego” i „La Stampy” zarzucono mu niepowiadamianie Jana Pawła II o przypadkach molestowania seksualnego w Kościele katolickim. W 2020 w reportażu telewizyjnym Marcina Gutowskiego Don Stanislao. Druga twarz kardynała Dziwisza, wyemitowanym w stacji TVN24, sformułowane zostały wątpliwości co do jego roli w tuszowaniu nadużyć seksualnych popełnionych m.in. przez księdza z diecezji bielsko-żywieckiej, założyciela Legionu Chrystusa Marciala Maciela i byłego kardynała Theodore’a McCarricka, a także czerpania z tego tytułu osobistych korzyści. W reportażu zamieszczono wypowiedzi z zarzutami sformułowanymi przez księdza Tadeusza Isakowicza-Zaleskiego oraz fragmenty wywiadu udzielonego Piotrowi Kraśce, w którym hierarcha zaprzeczał swojej wiedzy na temat przypadków wykorzystania seksualnego w Kościele. Stolica Apostolska wszczęła postępowanie weryfikujące zarzuty sygnalizowanych jego zaniedbań z czasów sprawowania urzędu arcybiskupa metropolity krakowskiego, a zadanie przygotowania dokumentacji zostało zlecone kardynałowi Angelowi Bagnascowi, emerytowanemu arcybiskupowi Genui. W 2022 Nuncjatura Apostolska w Polsce powiadomiła, że w zbadanych przypadkach jego działania oceniono jako prawidłowe.
W 2021 państwowa komisja ds. pedofilii złożyła do prokuratury zawiadomienie o podejrzeniu popełnienia przez niego (oraz innych biskupów: Tadeusza Rakoczego, Romana Pindla i Piotra Gregera) przestępstwa niezawiadomienia organów ścigania o nadużyciach seksualnych na szkodę małoletnich, których w latach 1984–1989 miał się dopuścić ówczesny proboszcz parafii św. Marii Magdaleny w Międzybrodziu Bialskim. Prokurator odmówił wszczęcia postępowania w tej sprawie, uznając, że gdy hierarchowie mieli otrzymać informacje o tych czynach, nie istniał jeszcze prawny obowiązek zawiadomienia organów ścigania.

## Odznaczenia, wyróżnienia, upamiętnienie
Postanowieniem z dnia 27 stycznia 2017 prezydent RP Andrzej Duda „w uznaniu znamienitych zasług dla Rzeczypospolitej Polskiej, a w szczególności dla życia publicznego i społecznego, za budowanie pozytywnego wizerunku Polski na świecie oraz za osiągnięcia w dziele pojednania między ludźmi” odznaczył go Orderem Orła Białego. Wcześniej postanowieniem prezydenta RP Aleksandra Kwaśniewskiego z 10 października 2003 „w uznaniu wybitnych zasług w rozwijaniu współpracy między Rzecząpospolitą Polską a Stolicą Apostolską” został odznaczony Krzyżem Wielkim Orderu Odrodzenia Polski. Otrzymał również: Order Bernardo O’Higginsa (1993, Chile), Order Wyzwoliciela San Martina (1998, Argentyna), Krzyż Wielki Orderu Izabeli Katolickiej (1999, Hiszpania), Krzyż Wielki Orderu Zasługi Republiki Włoskiej (2000, Włochy), Krzyż Prezydenta Republiki Słowackiej II Stopnia (2002, Słowacja), Krzyż Wielki Orderu Zasługi (2008, Portugalia), Wielką Złotą Odznakę Honorową na Wstędze za Zasługi dla Republiki Austrii (2009, Austria), Krzyż Wielki Narodowego Orderu Zasługi (2010, Kolumbia) i Krzyż Wielki Orderu Zasługi (2016, Węgry). W 2019 został udekorowany Medalem 100-lecia Odzyskania Niepodległości.
Nadano mu honorowe obywatelstwo: Zakopanego (1998), Wadowic (2001), Nowego Targu (2006), gminy Pelplin (2006), Krosna (2007), Mszany Dolnej (2007), gminy Opoczno (2007), Starego Sącza (2007), Lidzbarka Warmińskiego (2008), Krakowa (2009), Międzyrzeca Podlaskiego (2010), Wieliczki (2016), Libiąża (2019) oraz argentyńskiego Buenos Aires (2009) i słowackiego Rużomberka (2020). Został wyróżniony medalem „Za Szczególne Zasługi dla Rabiańskiej Gminy” (2002), Odznaką Honorową za Zasługi dla Województwa Kujawsko-Pomorskiego (2009) i Złotym Medalem Honorowym za Zasługi dla Województwa Małopolskiego (2012). Federacja Regionalnych Związków Gmin i Powiatów RP uhonorowała go tytułem Człowieka Roku 2006, zaś Stowarzyszenie Gmin i Powiatów Małopolski tytułem Małopolanina Roku 2006.
Tytuły doktora honoris causa przyznały mu: Katolicki Uniwersytet Lubelski (2001), Akademia Pedagogiczna w Krakowie (2006), katolicki uniwersytet Abat Oliba CEU w Barcelonie (2007), Uniwersytet Warmińsko-Mazurski w Olsztynie (2008), Papieski Uniwersytet Katolicki w Buenos Aires (2009), Stołeczny Uniwersytet America w Bogocie (2010), Uniwersytet Bukareszteński (2011), Uniwersytet del Salento w Lecce (2011), Uniwersytet Tirański (2013) i Uniwersytet Preszowski (2014). W 1996 został odznaczony medalem Bene merenti Papieskiej Akademii Teologicznej w Krakowie.
Ponadto został uhonorowany Medalem Świętego Brata Alberta (2000), Złotym Hipolitem i godnością Wybitnej Osobistości Pracy Organicznej (2005), Orderem Wielkiego Krzyża, Honoru i Dewocji Zakonu Maltańskiego (2006), Złotym Krzyżem Pielgrzyma (2006), międzyreligijną Nagrodą im. Kardynała Augustyna Bea Ligi Przeciw Zniesławianiu (2010), Nagrodą im. Włodzimierza Pietrzaka Katolickiego Stowarzyszenia „Civitas Christiana” (2015) oraz nagrodą im. Sándora Petőfiego (2017). Redakcja „Tygodnika Solidarność” przyznała mu tytuł Człowieka Roku 2005. W plebiscycie Wiktory 2008 Akademia Telewizyjna wyróżniła go nagrodą Superwiktor Specjalny. W 2003 został honorowym kibicem rzymskiego S.S. Lazio.
Za życia wystawiono mu trzy pomniki, na których został przedstawiony w towarzystwie Jana Pawła II – w Rokicinach Podhalańskich, w Zakopanem na Krzeptówkach i w Rabie Wyżnej. Jego wizerunek widnieje także na płaskorzeźbie przy Ołtarzu Trzech Tysiącleci, znajdującego się na terenie klasztoru paulinów w Krakowie.

## Publikacje
- 1984: Kult św. Stanisława biskupa w Krakowie do Soboru Trydenckiego, Kraków
- 1988: Ojciec Święty Jan Paweł II w swojej Ojczyźnie, Rzym, ISBN 88-209-1604-5.
- 2001: Dotknąłem tej tajemnicy, Kraków, ISBN 83-87960-84-5.
- 2003: Modlitwa w Getsemani wciąż trwa, Lublin, ISBN 83-917352-2-2.
- 2006: Miłością mocni, Kraków, ISBN 83-7422-069-4.
- 2006: Więcej sportu..., Kraków, ISBN 83-60293-39-2.
- 2006: Pozwólcie mi Odejść. Siła w Słabości Jana Pawła II, Częstochowa, ISBN 83-7424-195-0.
- 2006: Pielgrzym miłości. Świadectwo o słudze Bożym Janie Pawle II, Kraków, ISBN 83-7422-083-X.
- 2007: Świadectwo, Warszawa
- 2008: Bo wezwał Cię Chrystus, Rafael, Kraków
- 2008: Głos ze Skałki, Kraków, ISBN 978-83-60967-72-0.
- 2009: Kardynał Stanisław Dziwisz. Nadzieje i niepokoje. O myśli społecznej Kościoła, Wydawnictwo Znak, Kraków, ISBN 978-83-240-1193-3.
- 2010: Kapłani. Słudzy wielkiej tajemnicy, Kraków, ISBN 978-83-7422-276-1.
- 2011: Ale dali szkołę, Wydawnictwo Biały Kruk, Kraków
- 2011: Jan Paweł II. Papież, który kochał góry, Warszawa, ISBN 978-83-01-16644-1.
- 2011: Dziedzictwo świętości Jana Pawła II w relacjach świadków, Kraków, ISBN 978-83-62747-02-3.
- 2012: Dziękczynienie za dar Jana Pawła II, Kraków, ISBN 978-83-7553-132-9.
- 2014: U boku Świętego. Rozmowa z Gian Franco Svidercoschim, Kraków, ISBN 978-83-7422-587-8.
- 2015: Polsko, uwierz w swoją wielkość, Wydawnictwo Biały Kruk, Kraków
- 2016: Pielgrzymka odwagi i nadziei. Franciszek w Polsce z młodzieżą świata, Wydawnictwo Biały Kruk, Kraków